# Camarillo State Mental Hospital
Il Camarillo State Mental Hospital è stato un ospedale psichiatrico per disabili e malati mentali situato a Camarillo, Contea di Ventura, California. L'ospedale è stato chiuso nel 1997. Il sito dove sorgeva la struttura ospedaliera è stato convertito nella California State University Channel Islands. L'università ha conservato la caratteristica architettura stile Mission Revival, e la torre campanaria situata nella parte meridionale della struttura ospedaliera originaria è diventata simbolo dell'università.

## Storia
Nel 1932, lo Stato della California acquistò un terreno nei pressi della cittadina di Camarillo, a un centinaio di chilometri da Los Angeles, e vi costruì il Camarillo State Mental Hospital. L'ospedale psichiatrico fu operativo dal 1936 al 1997. Durante gli anni cinquanta e sessanta, la struttura si specializzò nella cura di patologie un tempo considerate "incurabili", come la tossicodipendenza da alcol e droghe, la schizofrenia, e l'autismo.
Il sassofonista jazz Charlie Parker venne ricoverato qui nel 1946 dopo aver trascorso del tempo in carcere. La sua degenza durata 6 mesi, gli ispirò la composizione del pezzo Relaxin' at Camarillo, che divenne uno standard bebop.

### Chiusura
Nel gennaio 1996, il Governatore della California Pete Wilson annunciò di voler chiudere la struttura entro il luglio 1997, adducendo a motivo l'esiguo numero di pazienti ricoverati e le ingenti spese a bilancio. Vari membri della comunità, famigliari dei pazienti, e dipendenti del Camarillo fecero svariati tentativi contro la chiusura della struttura, ma senza successo, e l'ospedale cessò tutte le sue funzioni nel giugno 1997.

### California State University, Channel Islands
Originariamente si era pensato di riconvertire la struttura in un penitenziario, ma la comunità di Camarillo si oppose all'idea. La Cal State Universities si interessò al luogo e venne quindi deciso di stabilire in loco la California State University Channel Islands (CSUCI). Le lezioni iniziarono alla fine del 2002 al termine dei lavori di ristrutturazione ed ammodernamento.

## Riferimenti nella cultura di massa
A causa della vicinanza dell'ospedale alla città di Los Angeles, esso è stato spesso citato in film, programmi televisivi, e canzoni. Alcuni celebri personaggi figurano tra i pazienti, come ad esempio il musicista jazz Charlie Parker, che scrisse il pezzo Relaxin' at Camarillo, mentre si trovava lì ricoverato per disintossicarsi dall'eroina. Altri pazienti "illustri" inclusero l'attore Oscar Levant e il pianista jazz Phineas Newborn Jr.
Il brano Camarillo del gruppo hardcore punk Fear incluso nell'album The Record del 1982 si riferisce all'ospedale. La band Ambrosia pubblicò una canzone intitolata Ready for Camarillo nell'album Life Beyond L.A. del 1978. Inoltre, si è anche speculato che la celebre canzone Hotel California degli Eagles del 1977 fosse un riferimento al Camarillo State Mental Hospital.
- Gran parte del film La fossa dei serpenti (The Snake Pit) del 1948, con Olivia de Havilland, è stato girato qui.
- Alcune scene del film horror Pigs del 1972, distribuito dalla Troma, sono state girate al Camarillo.
- La scena iniziale del film Un colpo da dilettanti (Bottle Rocket) di Wes Anderson è stata girata al Camarillo State Mental Hospital.
- Il videoclip della canzone I Drive Myself Crazy degli 'N Sync è stato girato al Camarillo.
- Dopo la chiusura, il Camarillo è diventato una popolare destinazione per i "cacciatori di fantasmi" che pensano il luogo sia infestato.
- Alcune scene del film The Ring e della serie televisiva Buffy l'ammazzavampiri furono girate nei sotterranei dell'ospedale[senza fonte].